# 文学金魚
文学金魚（ぶんがくきんぎょ）は、ウェブ情報誌。

## 概要
「故郷は日本語である」という考えのもと、ジャンルを問わず、日本語で書かれたあらゆるものを広義の文学と呼び掲載している。
総合文学へと向かう世界的な文学の傾向から、大きな文化の枠組みの中で文学そのものの役割を問いて再定義する必要性を唱えている。そのために世界共通の文学の基盤を明らかにし、地域性を明確にすることを試みている。
題字とイラストには、ニュージーランド人アロン・サイス（Aaron Scythe）氏の作品を使用している。
2016年現在の編集長は石川良策。

## コンテンツ

### 金魚屋新人賞
金魚屋新人賞には辻原登奨励小説賞と文学金魚奨励賞の2つがあり、各受賞者には文学金魚に受賞作品の掲載と、資質に応じて紙および電子媒体での出版が約束される。
新たな文学のヴィジョンを持ち、作品によって文学の世界を変えてゆける優れた作家を一人でも多く世に送り出すことが目的のため、賞によって作家と作品を権威付けしたり、賞金授与と作品のメディア掲載で一区切りをつけたり、ということはしていない。

#### 金魚屋新人賞歴代受賞者
- 第1回（2014年）
  - 辻原登奨励小説賞
    - 大野露井「故郷－エル・ポアル－」
    - 小松剛生「切れ端に書く」
    - 三澤楓「教室のアトピー」

  - 文学金魚奨励賞
    - 該当作なし

- 第2回（2015年）
  - 辻原登奨励小説賞
    - 寅間心閑「再開発騒ぎ」

  - 文学金魚奨励賞
    - 星隆弘「アリス失踪！」

- 第3回（2016年） - 現在募集中

### 小説
連載中
- 菜穂実『ケータイ小説！』
- 露津まりい『香獣』
- 三浦俊彦『偏態パズル』
- 遠藤徹『血みどろ博士』
- 遠藤徹『贄の王』
- 小松剛生『僕が詩人になれない108の理由あるいは僕が東京ヤクルトスワローズファンになったわけ』
- 山田隆道『家を看取る日』
- 鶴山裕司『好色』
- 樂月慎『色恋セラピー』

完結作品
- 露津まりい『贋物師－フェイク・マスター』
- 外賀伊織『ぐるぐる』
- 外賀伊織『多摩川左岸』
- 樂月慎『檸檬に、キスマーク』
- 小原眞紀子『はいから平家』

### インタビュー
- 第01回 野田知佑
- 第02回 寺田農
- 第03回 夢枕獏
- 第04回 安井浩司 - 掲載終了
- 第05回 鶴岡真弓
- 第06回 ミッキー吉野&ミニー吉野
- 第07回 谷川俊太郎＆谷川賢作
- 第08回 谷川賢作
- 第09回 市原悦子
- 第10回 辻原登
- 第11回 観世銕之丞
- 第12回 山田太一
- 第13回 荒木経惟
- 第14回 宇野亞喜良
- 第15回 三浦俊彦&遠藤徹
- 第16回 馬場あき子

### その他
- 評論エセー
- 金魚詩壇
- オールテキスト
- 文芸誌時評
- 文芸評論
- 詩誌時評
- 映画・演劇批評
- 美術展時評
- テレビ批評
- BOOKレビュー
- イベント
- スポンサー金魚
- 安井浩司墨書展
- 編集後記
- 金魚屋ショップ